# Tour Neptune
A Tour Neptune (Tour CB33) felhőkarcoló a párizsi La Défense üzleti központban. Courbevoie településhez tartozik. 
Az 1975-ben épült, 113 méter magas Neptune torony a Szajna partján található.
2007. március 13-án a La Défense 23. legmagasabb tornya.
Az épületet az Allianz irodái foglalják el.